# Voir dire
Voir dire (/ˈvwɑr ˈdɪər/) è una locuzione utilizzata nel diritto per indicare una serie di procedure relative all'esame dei giurati e dei testimoni.

## Etimologia
Originariamente si riferiva a un giuramento prestato dai giurati di dire la verità (dal latino verum dicere), cioè per dire ciò che è vero, ciò che è obiettivamente accurato o soggettivamente corretto, o entrambi. Secondo il dizionario Merriam-Webster, la locuzione deriva dalla lingua anglo-normanna.
La parola voir (o voire), in questa locuzione, proviene dal francese antico e deriva dal latino verum, "ciò che è vero". È collegato alla parola del francese moderno voire, "effettivamente" ma non alla parola più comune voir, "vedere", che deriva dal latino vidēre. William Blackstone si riferiva alla locuzione come veritatem dicere, che fu tradotto da John Winter Jones con "per dire la verità". Tuttavia, l'espressione è ora spesso interpretata con una falsa etimologia per significare "vedere [loro] dire". Il termine è utilizzato (come voir-dire) nel moderno francese legale canadese.

## Uso storico
Nei secoli passati, la ricusazione di un giurato veniva giudicata da altri membri della giuria e il giurato ricusato prestava giuramento di voir dire, nel significato di "dire la verità". Questa procedura cadde in disuso quando la funzione di giudicare le ricusazioni dei giurati venne trasferita al giudice.

## Uso nei Paesi del Commonwealth, in Irlanda e a Hong Kong
Nel Regno Unito (a eccezione della Scozia), a Cipro, a Hong Kong, in Irlanda, in Australia, in Nuova Zelanda, in Papua Nuova Guinea e in Canada, si fa riferimento a un "processo nell'ambito di un processo". Si tratta di un'udienza per determinare l'ammissibilità delle prove o la competenza di un testimone o di un giurato. Poiché l'oggetto del voir dire spesso si riferisce a prove, competenze o altre questioni che possono far sorgere pregiudizi nella giuria, la giuria viene fatta uscire dalla corte mentre si svolge il voir dire.
Il significato del termine si è così ampliato nelle giurisdizioni australiane per includere qualsiasi audizione durante un processo dove la giuria sia stata fatta uscire. L'Alta Corte dell'Australia ha rilevato che il voir dire è una sede adeguata per il giudice del processo a biasimare un avvocato o per un avvocato a presentare osservazioni al giudice riguardo alla gestione del processo. In Australia, la norma sul voir dire è riportata nella sezione 189 dell'Evidence Act 1995: "Su un voir dire, le parti possono chiamare testimoni, esaminare i testimoni dell'avversario e presentare osservazioni, come potrebbero fare durante il processo".
Nel diritto scozzese il voir dire non è previsto in quanto la selezione della giuria è casuale e ci sono alcune esclusioni ben definite per i processi penali.
In Canada, il caso Erven v. The Queen sostiene che la testimonianza su un voir dire non può influenzare il processo in sé. Questo rimane vero anche se il giudice si è pronunciato contro l'imputato durante il voir dire. Si presume che il giudice ignori ciò che ha ascoltato durante il voir dire e la giuria non è mai presente durante questo esame.

## Uso negli Stati Uniti d'America
Negli Stati Uniti, il voir dire è un processo attraverso il quale i potenziali giurati vengono interrogati sul loro background e i potenziali pregiudizi prima di essere scelti per fare parte di una giuria. L'avvocato Gordon P. Cleary ha descritto il voir dire come "il processo attraverso il quale gli avvocati scelgono, o forse più appropriatamente rifiutano, certi giurati per ascoltare un caso". Specialmente in ambito federale in cui si fa riferimento alle Federal Rules of Evidence, il voir dire può anche riferirsi all'esame del background di un testimone per valutare la sua qualificazione o idoneità a rendere testimonianza su un certo argomento.
Le tecniche con cui effettuare il voir dire sono spesso insegnate agli studenti di giurisprudenza nei corsi di difesa processuale.